# Château du Houley
Ne doit pas être confondu avec Château du Houlley.
Le château du Houley est une demeure des XVe – XVIe siècles qui se dresse sur le territoire de la commune française de Ouilly-du-Houley, dans le département du Calvados, en région Normandie. L'édifice est inscrit au titre des monuments historiques.

## Localisation
Le château est situé sur une éminence au nord d'Ouilly-du-Houley, dominant la vallée de la Paquine, dans le département français du Calvados.

## Historique
En 1180, est cité, dans les rôles de l'Échiquier de Normandie, Martin d'Ouillie premier seigneur connu du lieu.
En 1464, le baron de Tillières, Philippe Le Veneur, partage la seigneurie d'Ouillé-le-Ribaut entre Philippe de Manneville et Catherine Le Baveux, veuve de Louvel-L'Estandart. Jehan de Manneville hérita de son père.
En 1551, le domaine est la possession de Gaston de Maintenon, baron d'Ouillie-la-Ribaude, et c'est celui-ci qui fut l'un des bâtisseurs du château.
Le château, fondé au XVe siècle, fut en grande partie reconstruit à la fin du XVIe siècle, ou au tout début du XVIIe siècle, par Jean de Longchamp de Fumichon, ardent ligueur, rallié à Henri IV et pardonné, qui fit l'acquisition de la châtellenie en 1605. Catherine de Longchamp l'apporta à César d'Oraison, gouverneur de Lisieux, et marquis de Livarot à la suite de son mariage avec ce dernier. Le domaine fut ensuite bientôt acheté par Adrien du Houlley, conseiller du roi à la cour des aides de Paris, époux de Marie de Loynes. Au moment de la Révolution française la propriété était entre les mains de Daniel de Loynes, seigneur de Mazères.
La baronnie d'Ouilly comprenait quatre fiefs de haubert, avait droit de haute justice, et s'étendait sur plusieurs paroisses proches.

## Description
Le château actuel du Houley des XVe – XVIe siècles est contemporain de celui de Fumichon bâti également par Jean de Longchamp. Le site se présente sous la forme d'une enceinte polygonale flanquée de tours rondes.
Dans la cour, l'ancienne chapelle castrale a été transformée en dépendance.

## Protection
Le château est inscrit au titre des monuments historiques par arrêté du 19 janvier 1927.